# Simulium gallinum
Simulium gallinum är en tvåvingeart som beskrevs av Edwards 1932. Simulium gallinum ingår i släktet Simulium och familjen knott. Inga underarter finns listade i Catalogue of Life.